# José Humberto Paparoni
José Humberto Paparoni Bottaro (Santa Cruz de Mora, 3 settembre 1920 – Barcelona, 1º ottobre 1959) è stato un vescovo cattolico venezuelano.

## Biografia
Nasce a Santa Cruz de Mora, nello Stato venezuelano di Mérida da genitori entrambi provenienti da Capo d'Orlando, in provincia di Messina. La famiglia Paparoni, a cui apparteneva il padre, aveva fondato l'Hacienda La Victoria, importante azienda agricola di Santa Cruz de Mora. Dopo gli studi seminaristici presso il Seminario di Mérida e quello di Caracas, viene ordinato sacerdote l'8 aprile 1944.
Fu consacrato vescovo il 7 dicembre 1954, diventando il primo episcopo della Diocesi di Barcelona. Morì il 1º ottobre 1959, in un incidente automobilistico alla porte di Barcelona, in cui persero la vita anche Mons. Rafael Arias Blanco (Arcivescovo di Caracas) e padre Hermenegildo Carli. Si ritiene che l'incidente possa esser stato causato da un attentato portato a compimento nei riguardi dell'Arcivescovo Rafael Arias Blanco.

## Genealogia episcopale
La genealogia episcopale è:
- Cardinale Scipione Rebiba
- Cardinale Giulio Antonio Santori
- Cardinale Girolamo Bernerio, O.P.
- Arcivescovo Galeazzo Sanvitale
- Cardinale Ludovico Ludovisi
- Cardinale Luigi Caetani
- Cardinale Ulderico Carpegna
- Cardinale Paluzzo Paluzzi Altieri degli Albertoni
- Papa Benedetto XIII
- Papa Benedetto XIV
- Cardinale Enrico Enriquez
- Arcivescovo Manuel Quintano Bonifaz
- Cardinale Buenaventura Córdoba Espinosa de la Cerda
- Cardinale Giuseppe Maria Doria Pamphilj
- Papa Pio VIII
- Papa Pio IX
- Cardinale Alessandro Franchi
- Cardinale Giovanni Simeoni
- Cardinale Antonio Agliardi
- Cardinale Basilio Pompilj
- Cardinale Adeodato Piazza, O.C.D.
- Cardinale Sergio Pignedoli
- Vescovo José Humberto Paparoni